# Échelle limnimétrique

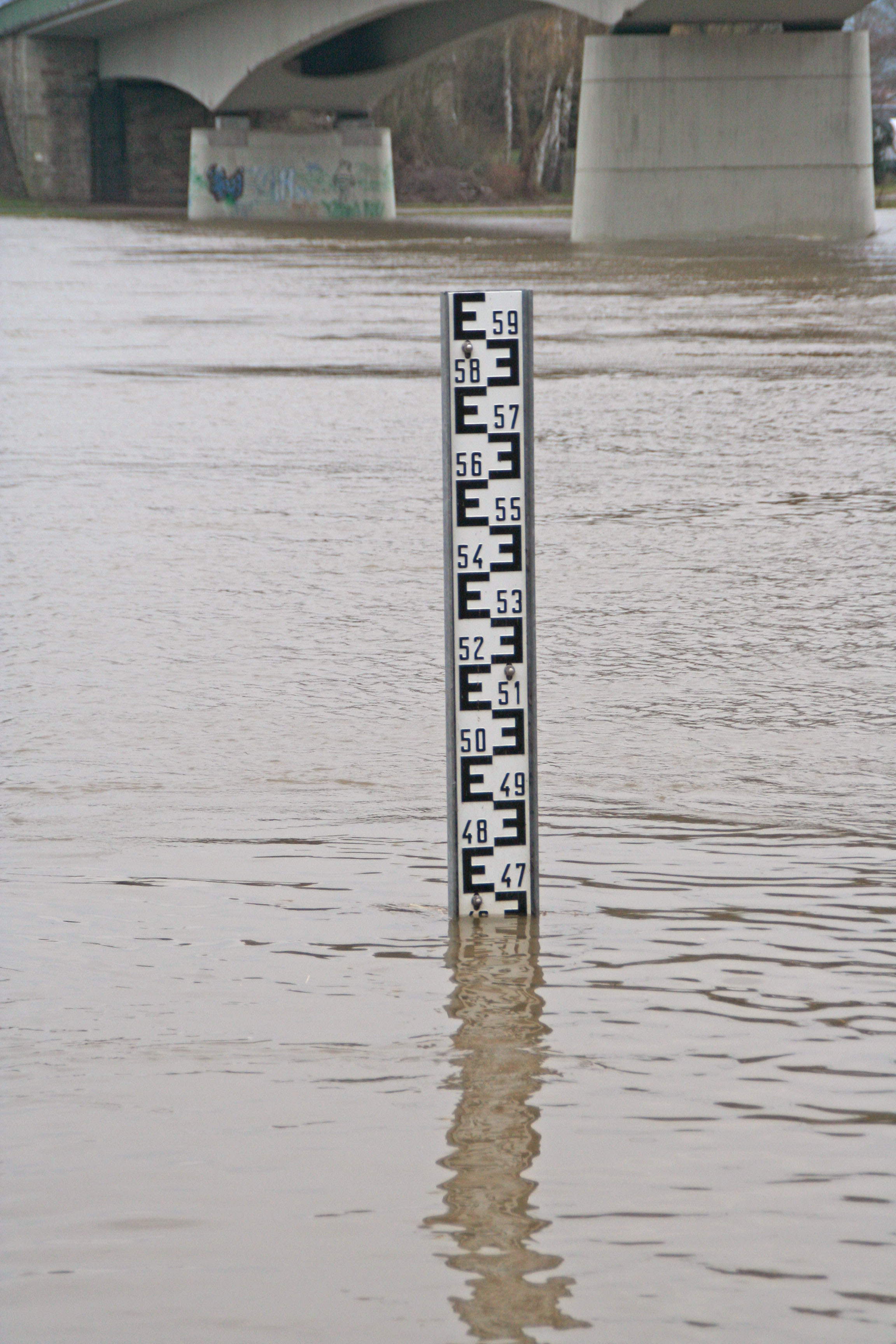
Échelle limnimétrique classique

Une échelle limnimétrique est un « dispositif installé pour mesurer le niveau de la surface de l'eau par rapport à la cote du zéro à l'échelle ». 
En lave ou tôle émaillée, elle est placée à la verticale ou en inclinaison, sur le bord de cours d'eau ou dans les canaux de comptages (entrée et/ou sortie) des ouvrages de traitement des eaux.